# Aedes stenoscutus
Aedes stenoscutus
 är en tvåvingeart som beskrevs av Edwards 1912. Aedes stenoscutus ingår i släktet Aedes, och familjen stickmyggor. Inga underarter finns listade.